# 絆色
『絆色』(きずないろ)は、河辺千恵子の3作目のシングル。2005年1月26日にバップからリリースされた。

## 解説
- 1曲目の「絆色」の作曲にMelisa Morganのクレジットがあるが、アメリカのR&B歌手とは別で、かつて存在したTrident Styleという日本のレコード会社から1作品リリースしたシンガーソングライターからの提供楽曲である。Melisaはアメリカの大手レコード会社数社との契約の話があったが、アメリカでは最終的にデビューできていない。
- 2曲目の「I Can't Wait」は、ヒラリー・ダフのカバー曲である。

## 収録曲
1. 絆色  [4:12] 
  - 作詞：河辺千恵子、作曲：Andrew Bojanic・Elizabeth Hooper・Melisa Morgan、編曲：C HOKKAKU
2. I Can't Wait  [3:12] 
  - 作詞：Christpher Ward・Matthew Gerrard、訳詞：日向めぐみ、作曲：Brooke MccLymont・Christpher Ward・Matthew Gerrard
3. ひだまり。  [4:15] 
  - 作詞：河辺千恵子、作曲・編曲：真崎修
4. 絆色  (instrumental)
5. I Can't Wait (instrumental)